# Meenoplus proxima
Meenoplus proxima är en insektsart som beskrevs av Synave 1971. Meenoplus proxima ingår i släktet Meenoplus och familjen Meenoplidae. Inga underarter finns listade i Catalogue of Life.